# العلاقات الفانواتية الليبيرية
العلاقات الفانواتية الليبيرية هي العلاقات الثنائية التي تجمع بين فانواتو وليبيريا.

## مقارنة بين البلدين
هذه مقارنة عامة ومرجعية للدولتين:
| وجه المقارنة                                              | فانواتو                                  | ليبيريا      |
| --------------------------------------------------------- | ---------------------------------------- | ------------ |
| المساحة (كم2)                                             | 12.19 ألف                                | 111.37 ألف   |
| عدد السكان (نسمة)                                         | 276.24 ألف                               | 4.73 مليون   |
| الكثافة السكانية (ن./كم²)                                 | 22.66                                    | 42.47        |
| العاصمة                                                   | بورت فيلا                                | مونروفيا     |
| اللغة الرسمية                                             | اللغة البسلاما، لغة فرنسية، لغة إنجليزية | لغة إنجليزية |
| العملة                                                    | فاتو فانواتي                             | دولار ليبيري |
| الناتج المحلي الإجمالي (بليون دولار)                      | 862.88 مليون                             | 2.16 مليار   |
| الناتج المحلي الإجمالي (تعادل القوة الشرائية) بليون دولار | 790.76 مليون                             | 3.76 مليار   |
| الناتج المحلي الإجمالي الاسمي للفرد دولار أمريكي          | 2.81 ألف                                 | 455          |
| الناتج المحلي الإجمالي للفرد دولار أمريكي                 | 3.03 ألف                                 | 842          |
| مؤشر التنمية البشرية                                      | 0.594                                    | 0.430        |
| رمز المكالمات الدولي                                      | +678                                     | +231         |
| رمز الإنترنت                                              | .vu                                      | .lr          |
| المنطقة الزمنية                                           | ت ع م+11:00                              | 00           |

## منظمات دولية مشتركة
يشترك البلدان في عضوية مجموعة من المنظمات الدولية، منها:
| علم المنظمة | اسم المنظمة                                 | تاريخ انضمام فانواتو | تاريخ انضمام ليبيريا |
| ----------- | ------------------------------------------- | -------------------- | -------------------- |
|             | مؤسسة التنمية الدولية                       | 28 سبتمبر 1981       | 28 مارس 1962         |
|             | مؤسسة التمويل الدولية                       | 28 سبتمبر 1981       | 28 مارس 1962         |
|             | منظمة حظر الأسلحة الكيميائية                | ?                    | ?                    |
|             | الأمم المتحدة                               | 15 سبتمبر 1981       | 2 نوفمبر 1945        |
|             | الاتحاد الدولي للاتصالات                    | 30 مارس 1988         | 10 أكتوبر 1927       |
|             | البنك الدولي للإنشاء والتعمير               | 28 سبتمبر 1981       | 28 مارس 1962         |
|             | الاتحاد البريدي العالمي                     | ?                    | ?                    |
|             | مجموعة دول أفريقيا والكاريبي والمحيط الهادئ | ?                    | ?                    |
|             | وكالة ضمان الاستثمار متعدد الأطراف          | 27 يوليو 1988        | 12 أبريل 2007        |
|             | يونسكو                                      | 10 فبراير 1994       | 6 مارس 1947          |

## وصلات خارجية
- موقع وزارة الخارجية الليبيرية